# Nguyễn Xuân Luân
Nguyễn Xuân Luân (sinh ngày 11 tháng 9 năm 1987) là một cầu thủ bóng đá chuyên nghiệp người Việt Nam hiện đang thi đấu cho câu lạc bộ Bà Rịa - Vũng Tàu ở vị trí hậu vệ.